# Soucht
Soucht és un municipi francès, situat al departament del Mosel·la i a la regió del Gran Est. L'any 2007 tenia 1.180 habitants.

## Demografia

### Població
El 2007 la població de fet de Soucht era de 1.180 persones. Hi havia 460 famílies, de les quals 100 eren unipersonals (32 homes vivint sols i 68 dones vivint soles), 144 parelles sense fills, 172 parelles amb fills i 44 famílies monoparentals amb fills.
La població ha evolucionat segons el següent gràfic:
Habitants censats

### Habitatges
El 2007 hi havia 550 habitatges, 469 eren l'habitatge principal de la família, 45 eren segones residències i 36 estaven desocupats. 515 eren cases i 30 eren apartaments. Dels 469 habitatges principals, 431 estaven ocupats pels seus propietaris, 30 estaven llogats i ocupats pels llogaters i 8 estaven cedits a títol gratuït; 1 tenia una cambra, 10 en tenien dues, 37 en tenien tres, 70 en tenien quatre i 351 en tenien cinc o més. 410 habitatges disposaven pel capbaix d'una plaça de pàrquing. A 176 habitatges hi havia un automòbil i a 240 n'hi havia dos o més.

### Piràmide de població
La piràmide de població per edats i sexe el 2009 era:
| Homes | Edats   | Dones |
| ----- | ------- | ----- |
| 0     | 95 o +  | 0     |
| 0     | 90 a 94 | 0     |
| 0     | 85 a 89 | 12    |
| 8     | 80 a 84 | 8     |
| 8     | 75 a 79 | 20    |
| 28    | 70 a 74 | 24    |
| 36    | 65 a 69 | 60    |
| 40    | 60 a 64 | 48    |
| 28    | 55 a 59 | 16    |
| 24    | 50 a 54 | 36    |
| 60    | 45 a 49 | 44    |
| 24    | 40 a 44 | 32    |
| 56    | 35 a 39 | 32    |
| 56    | 30 a 34 | 60    |
| 48    | 25 a 29 | 32    |
| 20    | 20 a 24 | 28    |
| 52    | 15 a 19 | 48    |
| 36    | 10 a 14 | 24    |
| 20    | 5 a 9   | 44    |
| 36    | 0 a 4   | 16    |

## Economia
El 2007 la població en edat de treballar era de 745 persones, 535 eren actives i 210 eren inactives. De les 535 persones actives 507 estaven ocupades (297 homes i 210 dones) i 28 estaven aturades (8 homes i 20 dones). De les 210 persones inactives 57 estaven jubilades, 57 estaven estudiant i 96 estaven classificades com a «altres inactius».

### Ingressos
El 2009 a Soucht hi havia 474 unitats fiscals que integraven 1.205,5 persones, la mediana anual d'ingressos fiscals per persona era de 18.221 €.

### Activitats econòmiques
Dels 33 establiments que hi havia el 2007, 1 era d'una empresa extractiva, 1 d'una empresa alimentària, 2 d'empreses de fabricació d'altres productes industrials, 5 d'empreses de construcció, 5 d'empreses de comerç i reparació d'automòbils, 2 d'empreses d'hostatgeria i restauració, 1 d'una empresa d'informació i comunicació, 1 d'una empresa financera, 1 d'una empresa de serveis, 8 d'entitats de l'administració pública i 6 d'empreses classificades com a «altres activitats de serveis».
Dels 14 establiments de servei als particulars que hi havia el 2009, 1 era una oficina bancària, 1 taller de reparació d'automòbils i de material agrícola, 1 paleta, 1 fusteria, 2 lampisteries, 1 electricista, 3 perruqueries, 2 restaurants i 2 salons de bellesa.
Dels 4 establiments comercials que hi havia el 2009, 1 era una botiga de menys de 120 m², 1 una peixateria, 1 una botiga d'equipament de la llar i 1 una joieria.
L'any 2000 a Soucht hi havia 5 explotacions agrícoles.

## Equipaments sanitaris i escolars
El 2009 hi havia 1 escola maternal i 1 escola elemental.

## Poblacions més properes
El següent diagrama mostra les poblacions més properes.